# Bucklandiella defoliata
Bucklandiella defoliata là một loài Rêu trong họ Grimmiaceae. Loài này được (Müll. Hal.) Bednarek-Ochyra & Ochyra mô tả khoa học đầu tiên năm 2003.